# Хохфилцен
Хохфилцен (на немски: Hochfilzen) е куротно селище в окръг Кицбюел на провинция Тирол, Западна Австрия.
Надморската му височина е 959 m, а населението му е 1120 души според преброяване към 1 април 2009 г.

## Спорт
Хохфилцен е известен зимен курорт, като в него всяка година се провеждат стартовете от Световната купа по биатлон. Домакин на световните първенства по биатлон за 1978, 1998, 2005 и 2017г.